# Taeniopygia

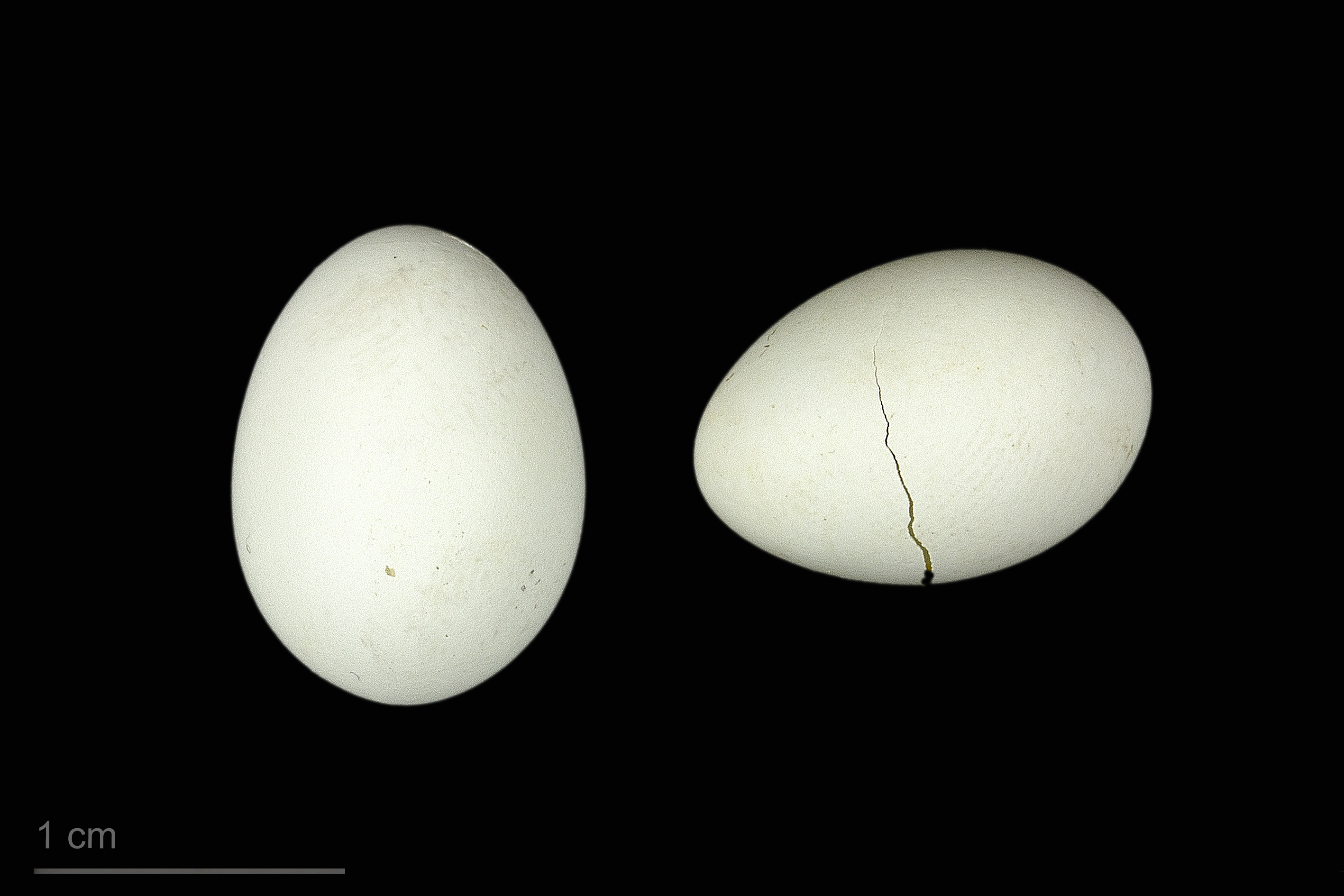
Taeniopygia guttata castanotis - MHNT

Taeniopygia este un gen de cinteze din familia Estrildidae. Membrii genului se numesc cinteze zebre. Sunt păsări mici, mâncătoare de semințe, care se găsesc în Australia și Indonezia. Cintezele zebră sunt mai sociabile decât multe păsări migratoare, călătorind în general în grupuri mici și adunându-se uneori în grupuri mai mari.

## Taxonomie
Cinteza zebră a fost capturată pentru prima dată în 1801, în timpul expediției lui Nicolas Baudin în Australia. Specia indoneziană a fost descrisă în 1817 de Louis Pierre Vieillot în Nouveau Dictionnaire d'Histoire Naturelle, unde i-a dat numele științific Fringilla guttata. Specia australiană a fost apoi descrisă în 1837 de John Gould sub numele de Amadina castanotis. Genul său actual, Taeniopygia, a fost descris în 1862 de Ludwig Reichenbach.
Genul cuprinde două specii care au fost considerate anterior doar subspecii, dar au fost ridicate la rangul de specii separate de către BirdLife International în 2016, iar în 2022, Comitetul Ornitologic Internațional a fost de acord cu separarea pe baza cercetărilor privind ADN-ul mitocondrial, distribuția geografică, detaliile distincte ale culorii și comportamentul de reproducere distinct care implică o preferință pentru un partener din același grup găsit la păsările captive.
Speciile sunt:
- Taeniopygia guttata
- Taeniopygia castanotis